# Келінешть (Телеорман)
Келінешть, Келінешті (рум. Călinești) — село у повіті Телеорман в Румунії. Входить до складу комуни Келінешть.
Село розташоване на відстані 78 км на південний захід від Бухареста, 14 км на північний захід від Александрії, 117 км на схід від Крайови.

## Населення
За даними перепису населення 2002 року у селі проживала 1701 особа. Рідною мовою 1700 осіб (99,9%) назвали румунську.
Національний склад населення села:
| Національність | Кількість осіб | Відсоток |
| -------------- | -------------- | -------- |
| румуни         | 1656           | 97,4%    |
| цигани         | 44             | 2,6%     |